# Arlbergliga
L'Arlbergliga fu il secondo livello del campionato austriaco di calcio tra il 1950-1951 ed il 1959-1960, il primo a carattere interregionale.
Istituita nel 1950, era giocata dalle squadre del Tirolo e del Vorarlberg; fungeva da livello intermedio tra i campionati regionali di questi due land e la Staatsliga A. A partire dalla seconda edizione, la vincitrice dell'Arlbergliga fu ammessa agli spareggi per la promozione nella massima serie.
Con la stagione 1960-1961 le squadre confluirono nella nuova Regionalliga West.

## Albo d'oro
- 1950-1951  SW Bregenz
- 1951-1952  SW Bregenz
- 1952-1953  Innsbrucker AC
- 1953-1954  SW Bregenz
- 1954-1955  Dornbirn
- 1955-1956  SW Bregenz
- 1956-1957  SW Bregenz
- 1957-1958  Lustenau 07
- 1958-1959  Lustenau 07
- 1959-1960  Dornbirn